# 2,2,6,6-テトラメチルピペリジン
2,2,6,6-テトラメチルピペリジン（2,2,6,6-tetramethylpiperidine、TMP、HTMP、TMPH）は、アミン臭をもつ無色の液体である。一般的に用いられる水酸化カリウムと違い有機溶媒に溶けるため、立体障害塩基（ヒンダードアミン）として用いられる。
2,2,6,6-テトラメチルピペリジンの合成法はいくつかある。最近の方法としては、アンモニアとホロンとの共役付加反応がある。中間体のトリアセトンアミンはそのときウォルフ・キッシュナー還元で還元する。
2,2,6,6-テトラメチルピペリジンは、強力な塩基であるリチウムテトラメチルピペリジンやラジカル種であるTEMPOの出発物質である。この他の非求核塩基としてはN,N-ジイソプロピルエチルアミンなどがある。
消防法に定める第4類危険物 第2石油類に該当する。